# Furacão Martha
O furacão Martha foi o único ciclone tropical conhecido a atingir o Panamá. Martha, a décima oitava tempestade nomeada e o décimo segundo furacão da temporada de furacões no Atlântico de 1969, desenvolveu-se no sudoeste do Mar do Caribe em 21 de novembro. Inicialmente, a tempestade desenvolveu-se com ventos sustentados de 80 km/h (50 mph), pulando ao estado de depressão tropical. Ele permaneceu parado e rapidamente se intensificou em um furacão. Martha atingiu ventos sustentados máximos de 140 km/h (90 mph) em 22 de novembro. Posteriormente, Martha enfraqueceu e rumou para o sul. Em 24 de novembro, Martha atingiu a província de Veraguas, Panamá, como uma forte tempestade tropical. O sistema enfraqueceu para uma depressão tropical e se dissipou por terra em 25 de novembro.
Como a tempestade enfraqueceu antes do landfall, ventos fortes não eram esperados ou relatados nos países afetados. No Panamá, mais de 330 mm (13 in) de precipitação pode ter caído em algumas áreas. Terras agrícolas foram inundadas em Almirante, Bocas del Toro e as ruas ficaram inundadas em áreas baixas de Puerto Armuelles, Chiriquí. A tempestade também trouxe chuvas significativas para a Costa Rica. Inundações e deslizamentos de terra isolaram a maior parte da capital, San José. Inúmeras ruas foram inundadas em Golfito. Danos na Costa Rica chegaram a $ 30 milhões (1969 USD ) e 5 mortes foram relatadas.

## História meteorológica
Ventos elevados nas proximidades de San Andrés, Colômbia e na zona do Canal do Panamá indicaram que uma circulação de baixo nível se desenvolveu no sudoeste do Mar do Caribe em 20 de novembro.  De acordo com a melhor faixa, a tempestade tropical Martha se formou às 1200 UTC em 21 de novembro, com uma velocidade inicial do vento de 80 km/h (50 mph). Assim, Martha chegou ao status de depressão tropical. Centrado a cerca de 160 km (100 mi) nordeste da cidade de Bocas, Bocas del Toro, a tempestade permaneceu estacionária por 24 horas após a ciclogênese tropical. Martha imediatamente começou a se aprofundar, tornando-se um furacão às 0000 UTC em 22 de novembro. Operacionalmente, o National Hurricane Center deu início a avisos às 0300 UTC e erroneamente indicaram que era uma depressão tropical e notaram que as condições não favoreciam uma intensificação significativa. Mais tarde em 22 de novembro, um voo de reconhecimento indicou que Martha se aprofundou em um furacão compacto,  e o ciclone tropical atingiu uma velocidade máxima de vento sustentada de 140 km/h (90 mph).  A aeronave de reconhecimento mediu uma pressão barométrica mínima de 980 mbar (29 inHg), embora tenha sido posteriormente corrigido para 979 mbar (28,92 inHg) na análise pós-temporada.
A feição ocular tinha cerca de 74 km (46 mi) de largura e foi descrito como mal organizado, embora a convecção estivesse aumentando. Depois de atingir o pico de intensidade, Martha começou a derivar para o sul e enfraqueceu lentamente. Em 1200 UTC em 23 de novembro, o ciclone tropical diminuiu para uma tempestade tropical, depois que os ventos diminuíram para 110 km/h (70 mph) e um voo de reconhecimento registou um aumento da pressão barométrica de 999 mbar (29.5 inHg). A tempestade manteve essa intensidade, e pouco antes de 1800 UTC em 24 de novembro, Martha atingiu a costa na província rural de Veraguas, Panamá, a cerca de 16 km (10 mi) leste da foz do rio Calovebora.  Operacionalmente, os ventos foram estimados em apenas 80 km/h (50 mph) quando a tempestade se moveu para o interior. Martha foi o único ciclone tropical registado a atingir o Panamá, embora seja possível que outros ciclones tropicais do Panamá não tenham sido detectados. A tempestade enfraqueceu rapidamente no interior, deteriorando-se para o status de depressão tropical no início de 25 de novembro, doze horas antes de se dissipar sobre o sul da Comarca Ngöbe-Buglé.

## Preparações e impacto
Os residentes foram avisados para antecipar as marés 5 pés (1,5 m) acima do normal próximo ao ponto de chegada esperado. Posteriormente, a previsão foi reduzida para 3 pés (0,9 m) acima do normal e referente às marés do Golfo Mosquito e da Lagoa Chiriqui. Como Martha era um ciclone tropical relativamente fraco, as enchentes foram enfatizadas como a maior ameaça. O Centro Nacional de Furacões afirmou que a chuva pode ultrapassar 10 polegadas (254 milímetros). Além disso, Arnold Sugg, do Centro Nacional de Furacões, alertou os residentes sobre ventos fortes e fortes precipitações, aconselhando as pessoas que moram entre Bluefields, Nicarágua e Almirante, Bocas del Toro, Panamá, a tomarem precauções.
No Panamá, a tempestade fez cair pelo menos 330 mm (13 in) de precipitação, especialmente nas porções ocidentais do país. Como resultado, pelo menos metade das terras agrícolas em Almirante, Bocas del Toro, foi inundada, causando grandes danos às plantações. Em Puerto Armuelles, Chiriquí, chuvas persistentes causaram enchentes nas ruas e inundaram outras áreas. Condições semelhantes foram relatadas em Golfito, Costa Rica. Os efeitos de Martha resultaram em cinco mortes, todas ocorridas na Costa Rica. A nação sofreu inundações com chuvas fortes, que causaram destruição significativa. A capital, San José, foi inundada. Ao todo, os danos foram estimados em cerca de $ 30 milhões (1969 USD).